# Karl Freudenberg
Karl Johann Freudenberg, född 29 januari 1886, död 3 april 1983, var en tysk kemist.
Freudenberg var professor i kemi vid Heidelbergs universitet 1926-1956. Han var utländsk ledamot av Royal Society (invald 1963) och av Vetenskapsakademien i Stockholm (invald 1951). Han är kanske mest bekant för sina arbeten rörande ligninets bildning, där hans teorier ännu i huvudsak är förhärskande.